# Heliophobus hibernica
Heliophobus hibernica là một loài bướm đêm trong họ Noctuidae.